# Radio SRF 4 News
Radio SRF 4 News – szwajcarski kanał radiowy, nadawany przez Schweizer Radio und Fernsehen (SRF), niemieckojęzyczną część  publicznego nadawcy radiowo-telewizyjnego SRG SSR. Stacja działa w formule całodobowego radia informacyjnego. Została uruchomiona  w listopadzie 2007 jako DRS 4 News. Obecną nazwę uzyskała w grudniu 2012, w wyniku rebrandingu wszystkich niemieckojęzycznych mediów publicznych w Szwajcarii pod wspólną marką SRF. W roku 2012 stacja cieszyła się słuchalnością na poziomie średnio 0,7%, co dało jej pozycję piątego pod względem popularności z sześciu kanałów radiowych SRF. Jest dostępna w przekazie naziemnym, w Internecie oraz w niekodowanym przekazie satelitarnym z satelity Eutelsat Hot Bird 13B. 